# Montcombroux-les-Mines
Montcombroux-les-Mines település Franciaországban, Allier megyében. Lakosainak száma 295 fő (2022. január 1.). Montcombroux-les-Mines Bert, Le Donjon, Liernolles, Saint-Léon és Sorbier községekkel határos.

## Népesség
A település népességének változása:
| Lakosok száma | 645  | 512  | 439  | 410  | 334  | 325  | 313  | 296  | 295  | 295  |
|               | 1968 | 1982 | 1990 | 2006 | 2013 | 2015 | 2017 | 2019 | 2020 | 2022 |